# Нушань
Нушань (кит. трад. 怒山, пиньинь Nù Shān) — горный хребет, расположенный в китайской провинции Юньнань. Входит в состав Сино-Тибетских гор.

## Рельеф
Нушань простирается в субмеридиональном направлении. Примыкает на севере к хребту Таняньтавэньшань (Taniantawen Shan), образуя с ним горную цепь. Ограничен с запада Большим каньоном Нуцзяна (Салуина), с востока глубокой долиной  реки Меконг. 
Наиболее высоким сегментом Нушаня являются горы Мэйлисюэшань, имеющие шесть вершин-шеститысячников, среди которых известны Кавагэбо (6740 м) и пик Мяньцзыму (Mianzimu, 6054 м).

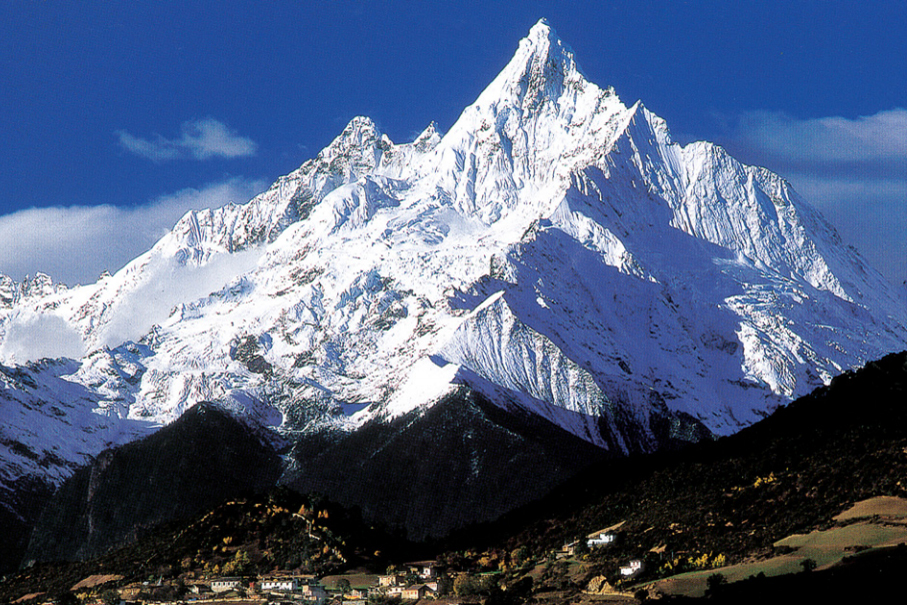
Мяньцзыму
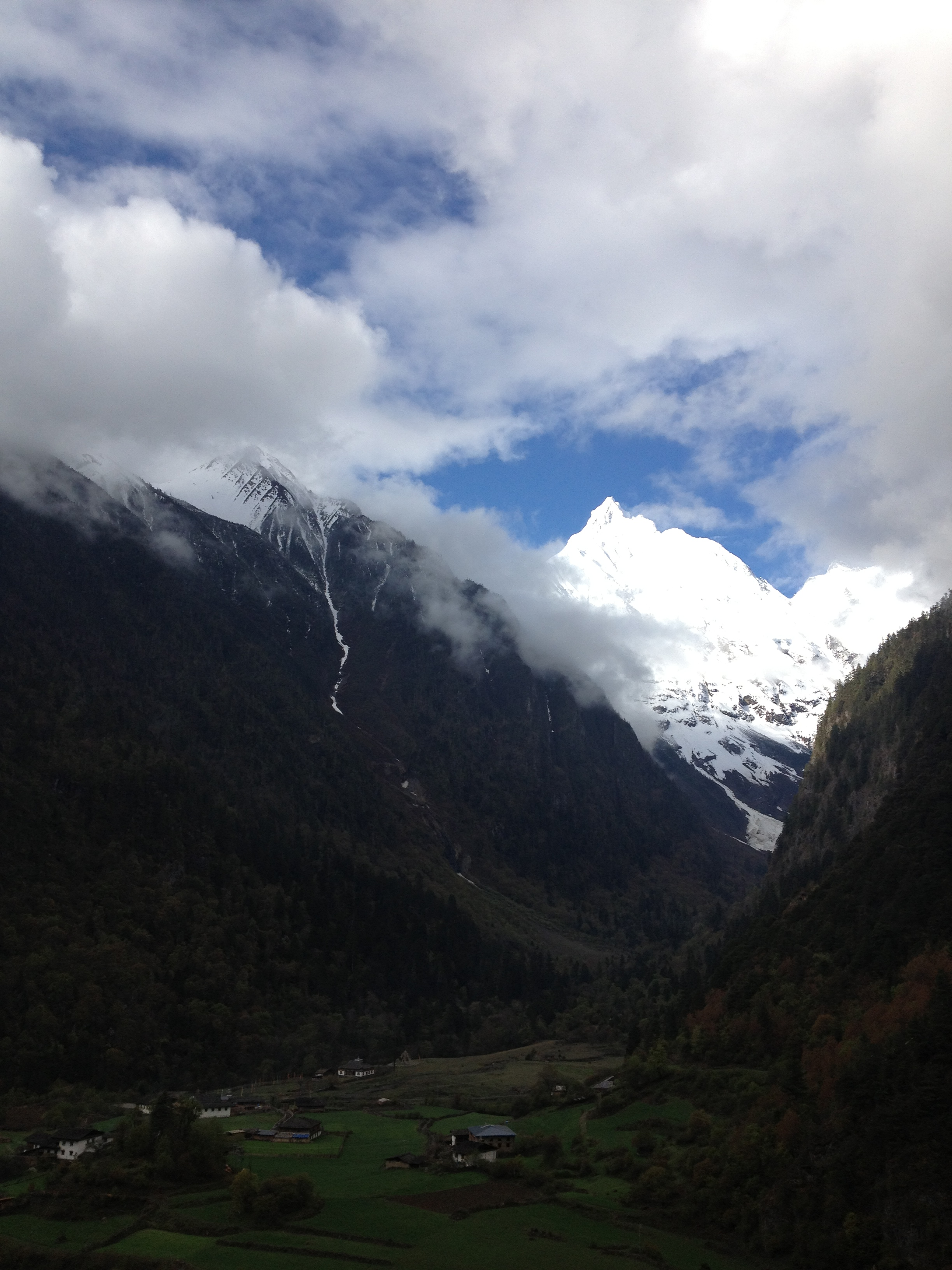
Ущелье
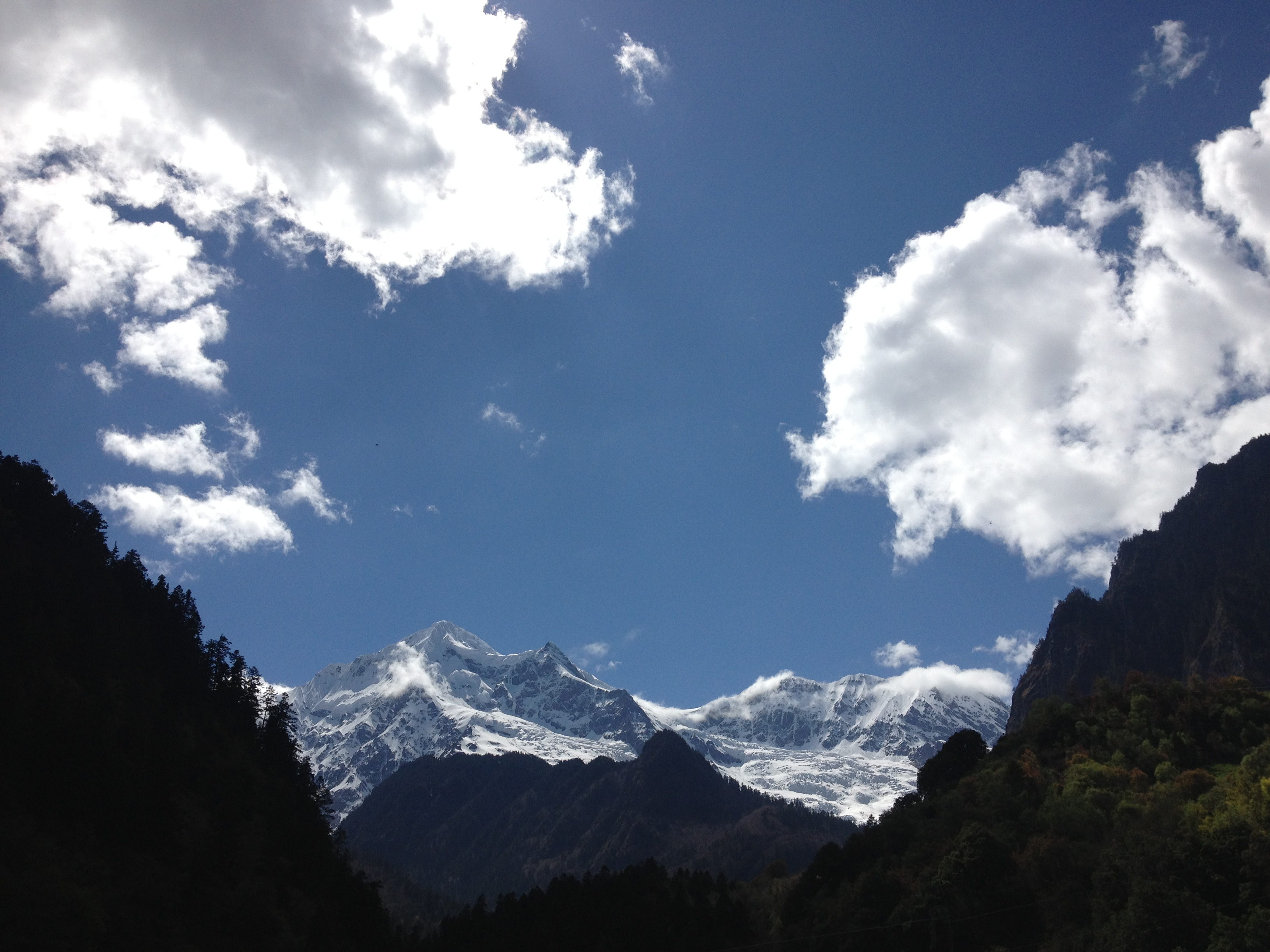
Часть хребта

## Гидрология
Является водоразделом бассейнов Индийского и Тихого океанов, точнее рек Салуин и Меконг. Салуин впадает в Индийский океан. Меконг несёт воды в Тихий океан.

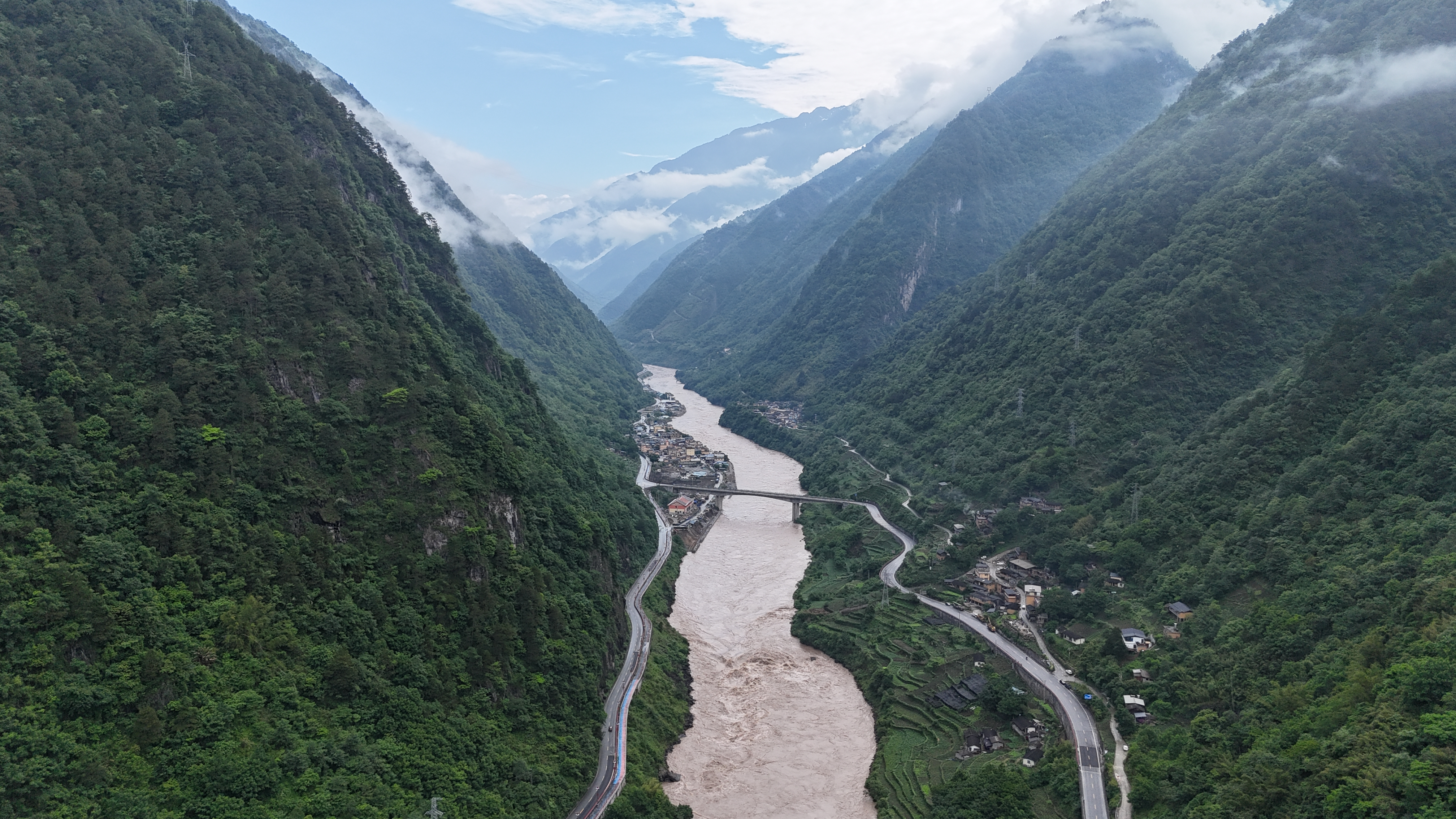
Салуин
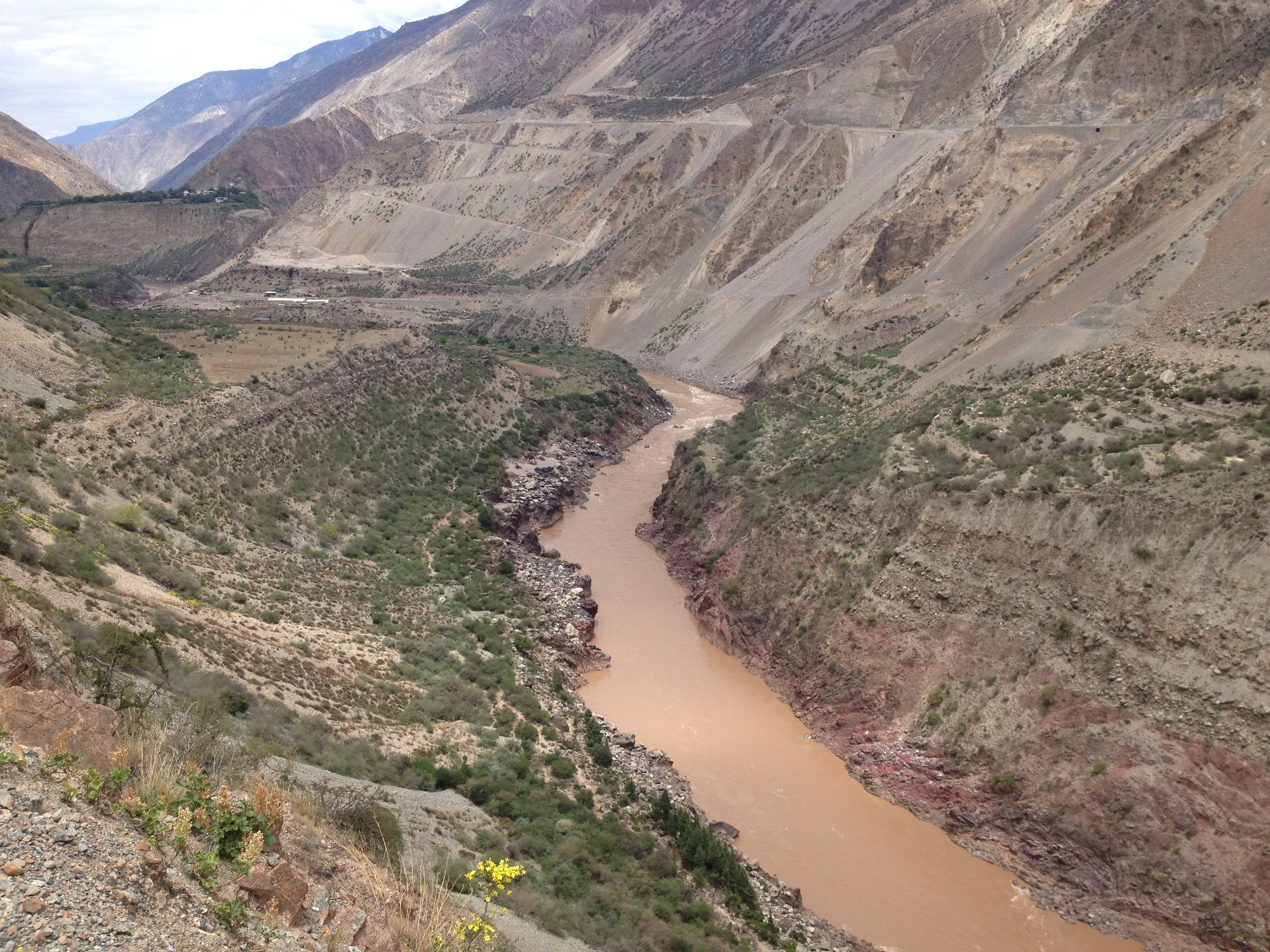
Меконг в Дечене

## Население
Нушань — родина малого народа ну, говорящего на языке тибетско-бирманской подсемьи. Его численность составляет 28 759 человек. Собственной письменности нет. Люди народа ну придерживаются политеизма.